# Государственная граница Польской республики

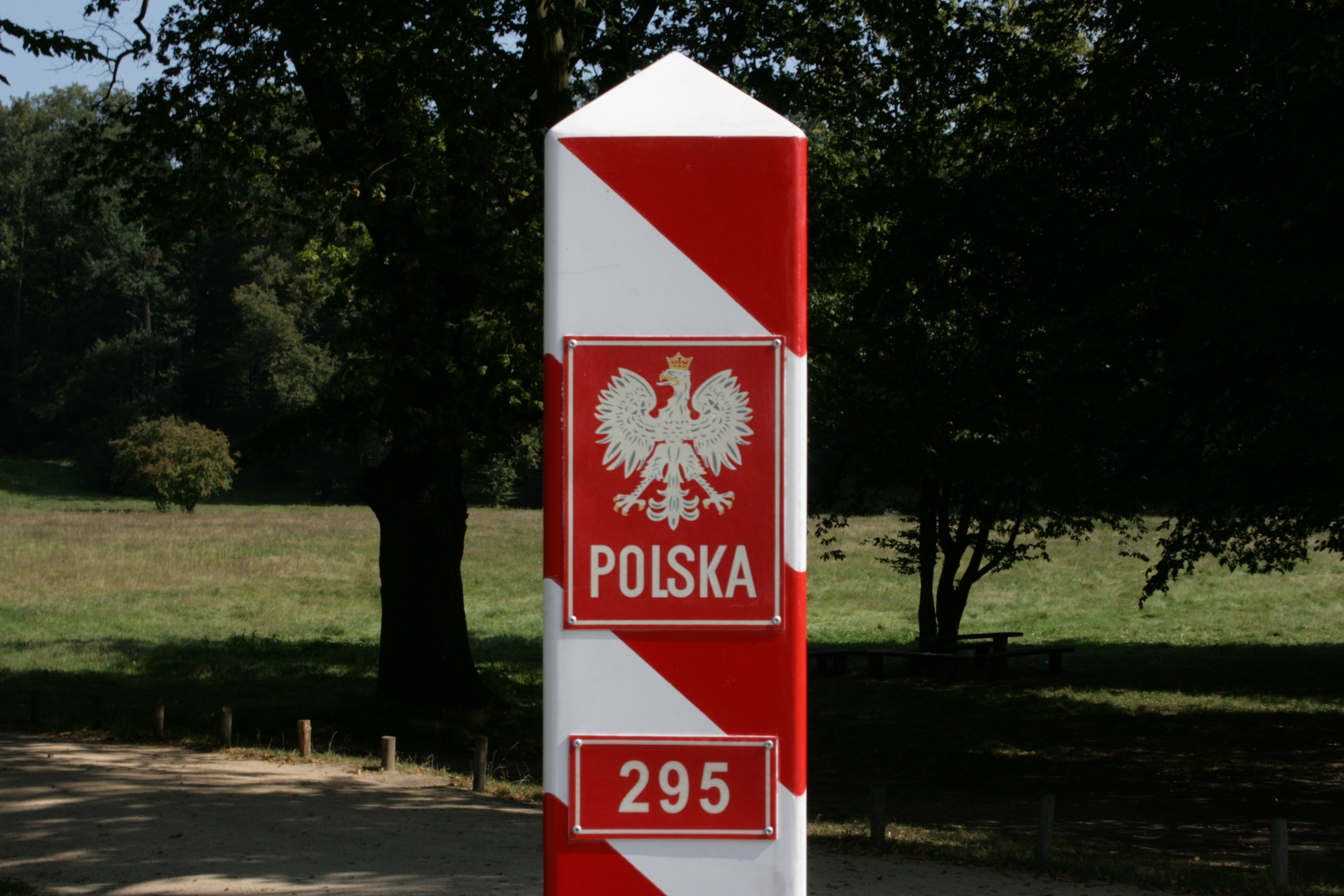
Польский пограничный столб.

Государственная граница Польской республики — по площади своей поверхности (312 679 км²) Польская республика занимает 9 место среди 43 государств европейского континента. 
Польская республика граничит с 7 государствами: Германией (ФРГ) на западе, Словакией и Чехией на юге, Россией на севере, Литвой, Беларусью и Украиной на востоке. На севере государственная граница проходит вдоль побережья Балтийского моря. Суммарно границы Польши составляют 3511 км.

## Длина польских границ[1]
- Суммарно — 3511 км
- с Чехией — 796 км
- со Словакией — 541 км
- с Украиной — 535 км
- с Германией — 467 км
- с Белоруссией — 418 км
- с Россией — 210 км
- с Литвой — 104 км
- морская — 440 км (это суммарная длина участков разграничивающих акватории территориального моря с Германией и Россией, а также линии, каждый пункт которых удалён на расстояние 12 морских миль от побережья, а в Гданьском заливе — от линии отделяющей территориальное море. Длина береговой линии составляет 770 км).

PS. Протяженность границы на картинке справа не отражают реальное положение, правильнее опираться на текстовые данные в данном разделе.

## Современная граница
Граница Польши отделяет территорию польского государства от других государств и от моря. Разграничению также подлежит воздушное пространство и вода. С целью охраны государственной границы проложена линия пограничной полосы (15 метров) и определён приграничный сектор (15 км), а также создана вооружённая, обмундированная организация — Пограничная стража Польской Республики.
По физико-географическим характеристикам граница на значительной части своей протяжённости проходит по горам — 34,5 %, речные участки границы составляют 27 % её длины, морские — 14,7 %, а остальные — 23,8 %.
Современная польская граница была установлена в 1945 году на конференциях в Потсдаме и Ялте. О прохождении послевоенных границ решение принимали руководители трёх государств-победителей: Соединённых Штатов Америки, Союза Советских Социалистических Республик и Великобритании. Были установлены восточная граница на Буге, западная на Одре и Нысе, северная вдоль побережья Балтики и южная вдоль горных хребтов Судетов и Карпат. После Второй мировой войны соседями Польши стали: Союз Советских Социалистических Республик, Чехословакия и с 1949 года Германская Демократическая Республика. После объединения Германии в 1990 году, распада Союза ССР в 1991 году и раздела Чехословакии в 1993 году, Польша граничит с 7 государствами. Польская исключительная экономическая зона на море составляет 33 307 км². Совместно с морскими внутренними водами (2005 км²) и территориальным морем (8682 km²) занимает площадь 43 994 км². В своей экономической зоне Польша имеет право проведения исследований и изысканий, эксплуатации натуральных богатств — вылов рыбы и добыча минеральных ресурсов, а также имеет право строительства и заселения искусственных островов или других конструкций и морских сооружений.

## Территориальное развитие

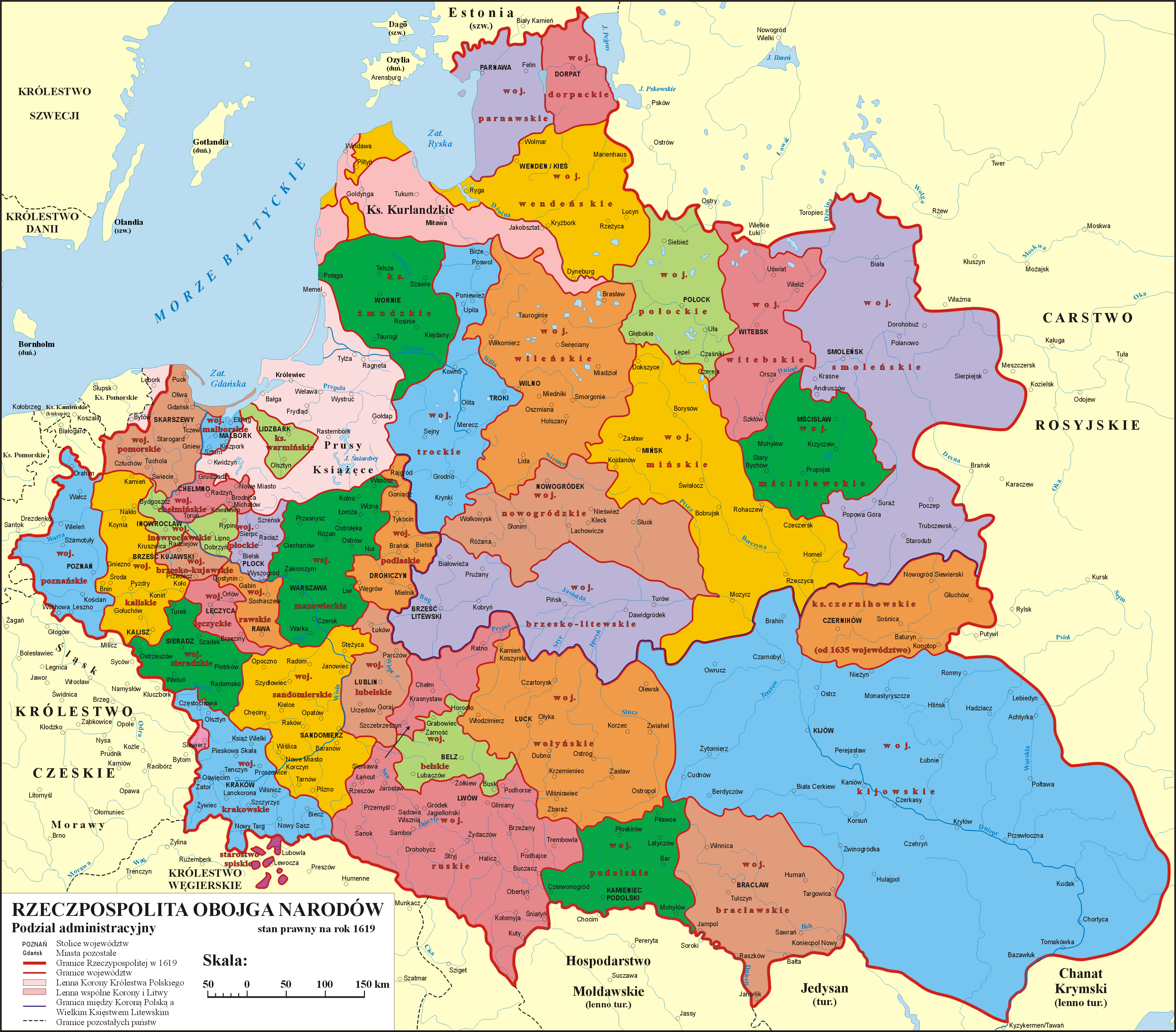
Республика Обоих Народов

Современные границы Польши по своим очертаниям достаточно близки к границам Пястовской Польши. После объединения около 990 года государство Пястов не имело в своих границах Пруссии. Слабой было также объединение с Померанией, которая старалась удержать свою независимость. В X—XII веках внутри границ Польши находилась территория размером около 250 000 км², со столицей в Гнезно, а с 1040 года — в Кракове. Во времена феодальной раздробленности в 1138—1320 годах, Польша утратила часть территории. В 1181 году, за границами страны осталась Западная Померания. Бранденбург занял Любушскую землю (1249—1252) и великопольско-померанское пограничье. В 1308—1309 годах Гданьское Поморье подчинил себе Тевтонский орден. В 1320 году Владислав I Локетек объединил Польшу, кроме Силезии и Мазовии. Границы сильно сдвинулись на восток во времена Казимира Великого, который в 1340—1366 годах захватил Галицко-Волынское княжество, подчинил лично себе Червонную Русь и западное Подолье. В 1370 году территория страны вместе с вассалами составила 240 000 км². В 1466 году присоединено Гданьское Поморье, Хелминская земля и Вармия, или так называемая Королевская Пруссия, а также Мазовия. Тогда установились существовавшие до разделов Польши в 1772—1795 годах линии западных границ. В 1462—1529 годах произошла полная инкорпорация Мазовии. В 1569 году к Польше также присоединены Подляшье, Волынь, Подолье и Киевщина западные территории Руси. В том-же году в люблинском сеймике заключена полная уния с Великим княжеством Литовским, создана Республика Обоих Народов. В 1582 году территория Польши составляла 815 000 км², земель называвшихся Короной со столицей в Варшаве. После войн с Россией с 1609 года значительно увеличилась территория Республики, в том числе в 1619 году присоединены Смоленская, Черниговская и Северская земли. Польша в этот момент занимала максимальную в своей истории площадь — 990 000 км² в 1634 году. В 1667 году были потеряны Смоленская, Черниговская и Северская земли., а также Заднепровье с Киевом. В 1672—1699 годах дошло до временной потери Подолья. В 1699 году площадь территории составляла 733 000 км² и не изменялась до I раздела в 1772 году.

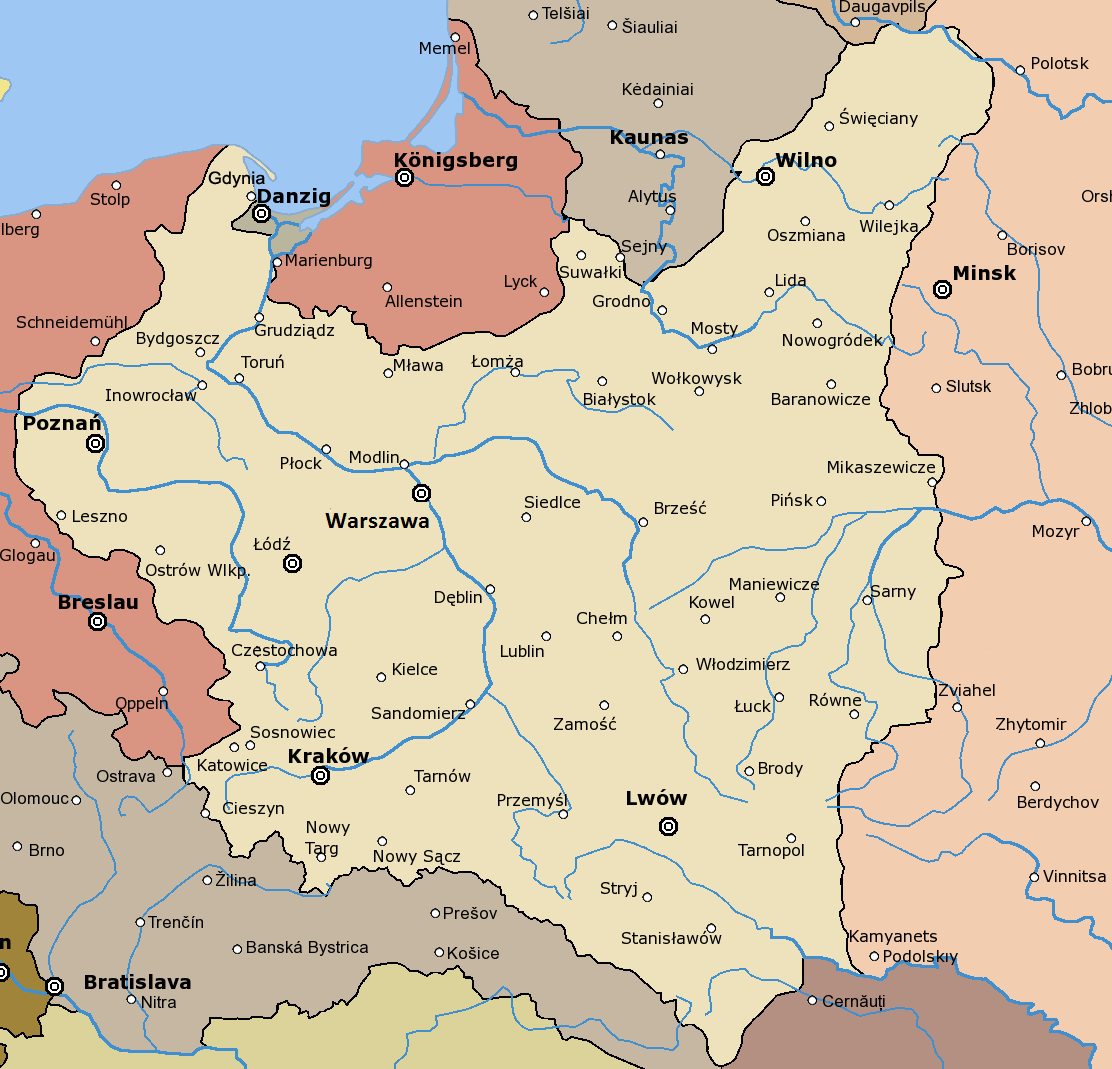
Вторая Польская Республика

В 1918 году стране дали независимость, но до конца декабря в её состав входили только земли бывшего Царства Польского и часть земель австрийских польских владений со Львовом; границы Второй Республики ещё не были установлены ни юридически, ни фактически. Окончательные очертания своих границ II Республика обрела в 1922 году в результате плебисцитов, силезских восстаний, великопольского восстания, войн с Советской Украиной и Советской Россией, а также присоединения к Польше Виленщины; в 1923 году Советом Послов была установлена восточная граница Польши. Территория Польши после 1923 года доходила на востоке до Двины, Случа и Збруча. Вне границ остались Гданьск, в качестве Вольного города Данцига, Вармия, окрестности Эльблонга и Мальборка. В 1938 году Польша аннексировала Заольше, а также часть Спиша и Оравы.
После Второй мировой войны и подписания соглашений между СССР, США и Англии в Ялте и Потсдаме, западные граница были перенесены на Одру и Нысу. На севере граница прошла по балтийскому побережью. Восстановлена довоенная граница на юге, за исключением Заольша, вернувшегося в состав Чехословакии. На востоке граница была установлена по Бугу (с коррекцией в 1951 году).

## Прохождение границ

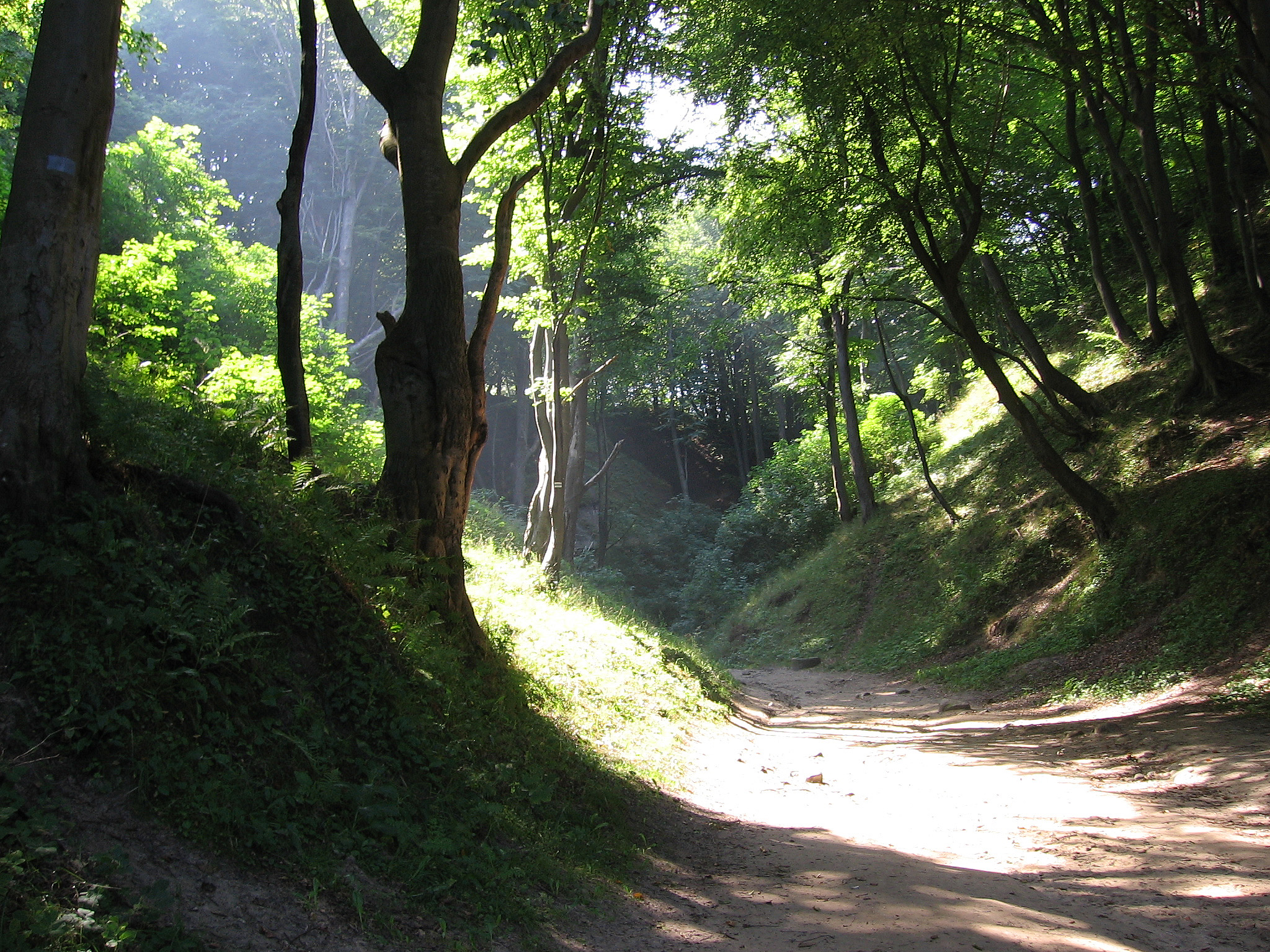
Лисий Яр — 350-метровый овраг в Надморском ландшафтном парке, вблизи от Ястшебей Гуры, наиболее выдвинутой на север польской местности

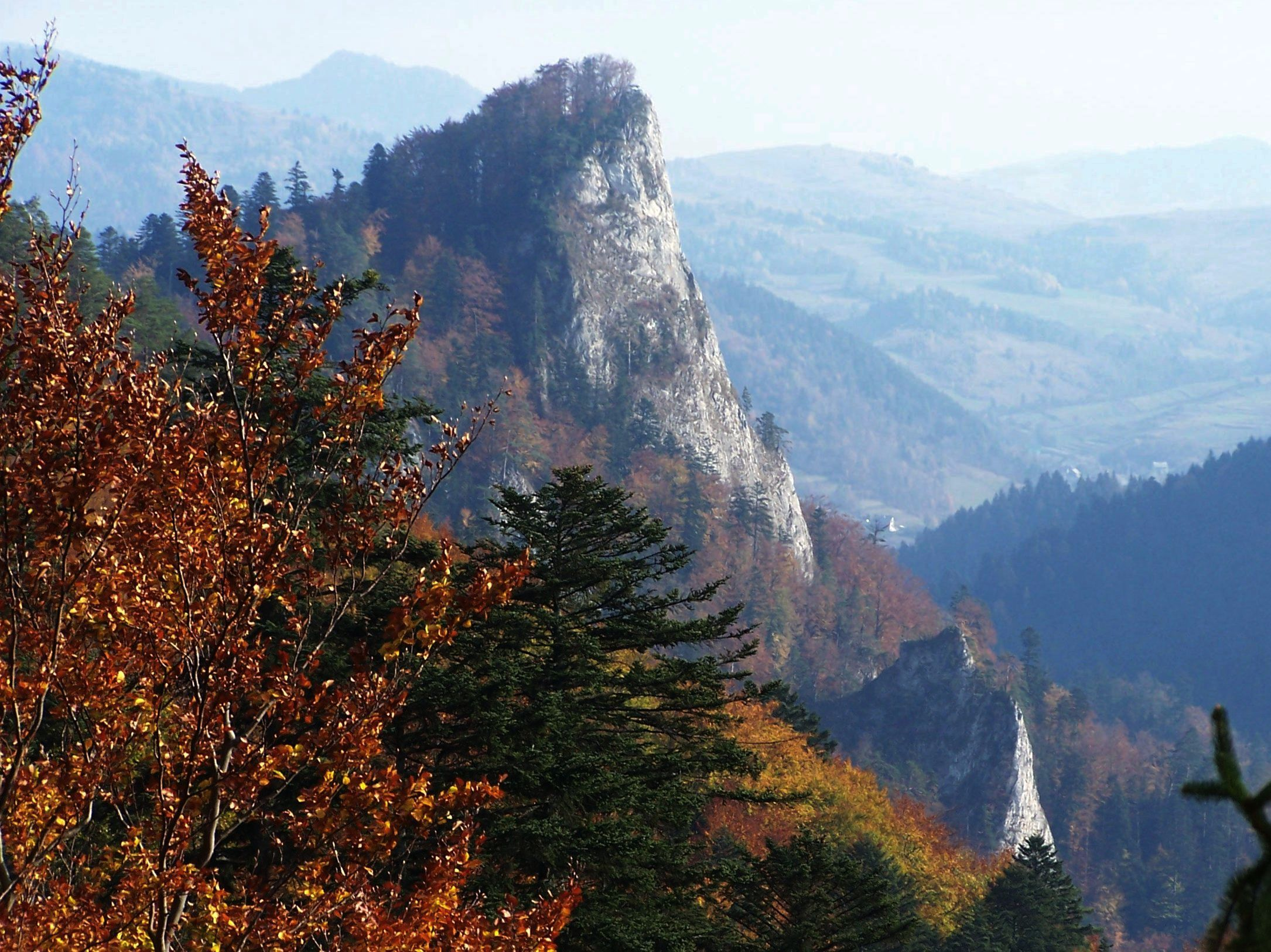
Соколица (Пьенины) в Карпатах, на юге, около границы со Словакией

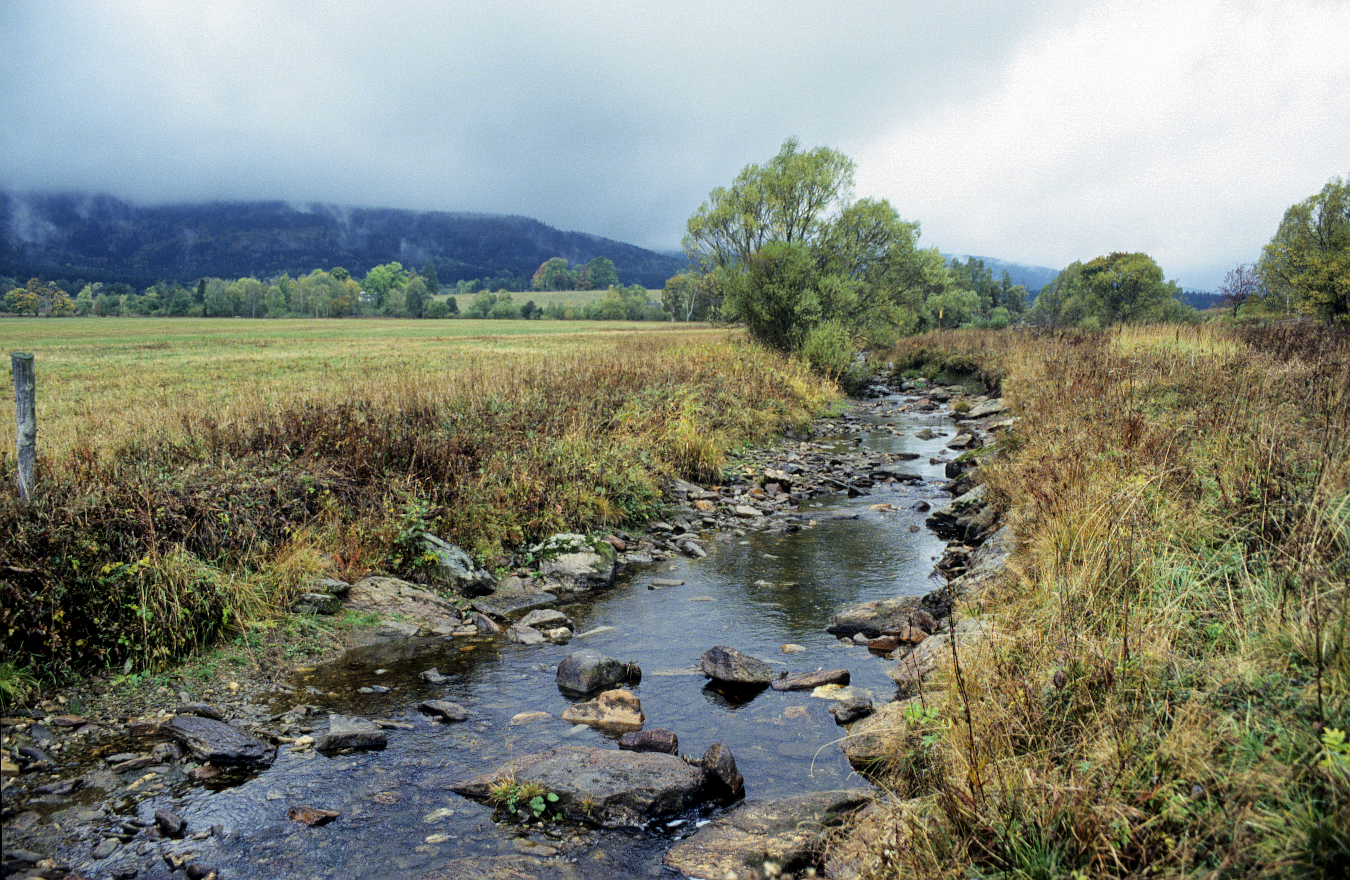
Граница Польши и Чехии в верховьях Дзикей Орлицы, в Ласувке под Клодзко, в Судетах. В глубине Орлицкие горы

С Германией граница идёт через остров Узедом, Щецинскую лагуну, Нововарпеньское озеро, в направлении юго-восточном на запад от Щецина и Грыфино, через долину Одры и по Одре до Нысы, а затем Нысей до окрестностей Циттау.
С Чехией граница начинается неподалёку от Циттау, идёт на юг от Богатыни и Завидува, через Йизерские горы, долину Йизеры, Шклярский перевал, хребтом Крконоше, Любавский перевал, Столовые горы, обходит Кудова-Здруй, проходит между Быстрицкими и Орлицкими горами, вдоль долины Орлице, Менджилеским перевалом, массивом Снежника, Золотыми горами, поблизости от Злоты-Сток, через Глухолазы, на юг до Прудника, по долине Опавы, пересекает долину Одры, идёт вдоль долины Олше, через Цешин, хребтом горных массивов Чантории и Стожка в Силезских Бескидах, далее по долине Олше до точки пересечения границ Чехии, Польши и Словакии в Явожинке.
Граница со Словакией начинается от деревни Явожинка и идёт через Звардоньский перевал, Вельку Рачу, Вельку Рыцеживу, перевал Глинки, Пильско, перевал Глинне, Бабью Гору, Хыжне, пересекает долину Оравы, главный хребет Татр, идёт долиной Бьялки вдоль долины Дунайца, через Пенины, долиной Попрада, через Мушину, Тилицким, Дукельским и Лупковским перевалами, до скалы Кременец, над Ужокским перевалом.
Граница с Украиной идёт от Ужоцкого перевала, вдоль долины Сана, на восток от Лютовиск, Устшик-Дольных, пересекает долину реки Стрвяж, Пшемышльские ворота, проходит в северо-восточном направлении и в окрестностях Крылува достигает реки Западный Буг, а затем вдоль Буга продолжается до Собибура.
Граница с Белоруссией тянется от Собибура вдоль Буга и затем на северо-восток, пересекая Беловежскую пущу, долину Нарева, идёт вдоль долины Свислочи, пересекает долину Чёрной Ганьчи и заканчивается севернее этой реки.
Граница с Литвой идёт на север от Чёрной Ганьчи, проходит восточнее посёлка Сейны, на северо-восток от Сувалок до окрестностей Вижайн.
С Россией граница идёт от окрестностей Вижайн, через Роминтенскую пущу, по прямой линии севернее населённых пунктов Голдап, Венгожево, Бартошице, Бранево, пересекает Вислинский залив и заканчивается на Вислинской косе в районе населённого пункта Нова Карчма.
Морская граница протянулась вдоль побережья Балтийского моря.